# Nuoto ai campionati mondiali di nuoto 2019 - 200 metri farfalla maschili
La gara di nuoto dei 200 metri farfalla maschili dei campionati mondiali di nuoto 2019 è stata disputata il 23 luglio e il 24 luglio presso il Nambu International Aquatics Centre di Gwangju. Vi hanno preso parte 48 atleti provenienti da 43 nazioni.

## Podio
| Posizione | Atleta        | Nazionalità |
| --------- | ------------- | ----------- |
| Oro       | Kristóf Milák | Ungheria    |
| Argento   | Daiya Seto    | Giappone    |
| Bronzo    | Chad le Clos  | Sudafrica   |

## Programma
| Data           | Ora (UTC+9) | Turno      |
| -------------- | ----------- | ---------- |
| 23 luglio 2019 | 10:45       | Batterie   |
| 23 luglio 2019 | 21:34       | Semifinali |
| 24 luglio 2019 | 20:00       | Finale     |

## Record
Prima della manifestazione il record del mondo e il record dei campionati erano i seguenti.
| Record mondiale       | 1'51"51 | Michael Phelps Stati Uniti | 29 luglio 2009 Roma, Italia |
| Record dei campionati | 1'51"51 | Michael Phelps Stati Uniti | 29 luglio 2009 Roma, Italia |

## Risultati

### Batterie
| Pos. | Batteria | Corsia | Atleta               | Nazionalità             | Tempo   | Note             |
| ---- | -------- | ------ | -------------------- | ----------------------- | ------- | ---------------- |
| 1    | 5        | 4      | Kristóf Milák        | Ungheria                | 1'54"19 | Q                |
| 2    | 5        | 5      | Daiya Seto           | Giappone                | 1'54"56 | Q                |
| 3    | 5        | 2      | Denys Kesil          | Ucraina                 | 1'55"82 | Q                |
| 4    | 5        | 3      | Leonardo de Deus     | Brasile                 | 1'56"05 | Q                |
| 5    | 3        | 4      | Chad le Clos         | Sudafrica               | 1'56"17 | Q                |
| 6    | 4        | 1      | Antani Ivanov        | Bulgaria                | 1'56"35 | Q                |
| 6    | 5        | 1      | Louis Croenen        | Belgio                  | 1'56"35 | Q                |
| 8    | 4        | 3      | Zach Harting         | Stati Uniti             | 1'56"42 | Q                |
| 9    | 3        | 1      | Matthew Temple       | Australia               | 1'56"54 | Q                |
| 10   | 3        | 5      | Federico Burdisso    | Italia                  | 1'56"64 | Q                |
| 11   | 4        | 4      | Tamás Kenderesi      | Ungheria                | 1'56"82 | Q                |
| 12   | 3        | 3      | David Morgan         | Australia               | 1'56"90 | Q                |
| 13   | 4        | 6      | Luiz Altamir Melo    | Brasile                 | 1'57"08 | Q                |
| 14   | 5        | 8      | Brendan Hyland       | Irlanda                 | 1'57"09 | Q                |
| 15   | 5        | 7      | Mackenzie Darragh    | Canada                  | 1'57"13 | Q                |
| 16   | 3        | 2      | Maksym Shemberev     | Azerbaigian             | 1'57"14 | Q                |
| 17   | 3        | 8      | Velimir Stjepanović  | Serbia                  | 1'57"15 |                  |
| 18   | 4        | 5      | Justin Wright        | Stati Uniti             | 1'57"18 |                  |
| 19   | 4        | 8      | Wang Kuan-hung       | Taipei cinese           | 1'57"21 |                  |
| 20   | 4        | 2      | David Thomasberger   | Germania                | 1'57"31 |                  |
| 21   | 4        | 7      | Jan Świtkowski       | Polonia                 | 1'57"58 |                  |
| 22   | 2        | 4      | Kregor Zirk          | Estonia                 | 1'58"04 |                  |
| 23   | 5        | 0      | Joan Lluís Pons      | Spagna                  | 1'58"44 |                  |
| 24   | 3        | 0      | Sajan Prakash        | India                   | 1'58"45 |                  |
| 25   | 2        | 3      | Adilbek Mussin       | Kazakistan              | 1'58"58 |                  |
| 26   | 3        | 6      | Viktor Bromer        | Danimarca               | 1'58"59 |                  |
| 27   | 5        | 9      | Quah Zheng Wen       | Singapore               | 1'59"10 |                  |
| 28   | 2        | 1      | Richard Nagy         | Slovacchia              | 1'59"29 |                  |
| 29   | 3        | 9      | Luis Vega Torres     | Cuba                    | 1'59"94 |                  |
| 30   | 2        | 7      | Jarod Arroyo         | Porto Rico              | 2'00"28 |                  |
| 31   | 2        | 9      | Ayman Kelzi          | Siria                   | 2'00"59 |                  |
| 32   | 4        | 9      | Kim Min-seop         | Corea del Sud           | 2'00"95 |                  |
| 33   | 2        | 2      | Navaphat Wongcharoen | Thailandia              | 2'01"40 |                  |
| 34   | 2        | 8      | Nicholas Lim         | Hong Kong               | 2'01"46 |                  |
| 35   | 1        | 3      | Gabriel Araya        | Cile                    | 2'01"63 | Record nazionale |
| 36   | 1        | 4      | Gustavo Gutiérrez    | Perù                    | 2'01"64 |                  |
| 37   | 5        | 6      | Li Zhuhao            | Cina                    | 2'01"84 |                  |
| 38   | 2        | 5      | Filip Zelić          | Croazia                 | 2'02"47 |                  |
| 39   | 2        | 6      | Michael Gunning      | Giamaica                | 2'02"89 |                  |
| 40   | 3        | 7      | Wang Zhou            | Cina                    | 2'03"07 |                  |
| 41   | 1        | 6      | Matthew Mays         | Isole Vergini Americane | 2'03"47 | Record nazionale |
| 42   | 2        | 0      | Faang der Tiaa       | Malaysia                | 2'03"51 |                  |
| 43   | 1        | 5      | Bryan Alvaréz        | Costa Rica              | 2'04"71 |                  |
| 44   | 1        | 7      | Davor Petrovski      | Macedonia del Nord      | 2'06"33 |                  |
| 45   | 1        | 2      | Fernando Ponce       | Guatemala               | 2'07"61 |                  |
| 46   | 1        | 8      | Salvador Gordo       | Angola                  | 2'11"27 |                  |
| 47   | 1        | 1      | Emilien Puyo         | Monaco                  | 2'15"13 |                  |
|      | 1        | 0      | Collins Saliboko     | Tanzania                | dq      |                  |

### Semifinali
| Pos. | Semifinale | Corsia | Atleta            | Nazionalità | Tempo   | Note |
| ---- | ---------- | ------ | ----------------- | ----------- | ------- | ---- |
| 1    | 2          | 4      | Kristóf Milák     | Ungheria    | 1'52"96 | Q    |
| 2    | 1          | 6      | Zach Harting      | Stati Uniti | 1'55"26 | Q    |
| 3    | 1          | 4      | Daiya Seto        | Giappone    | 1'55"33 | Q    |
| 4    | 1          | 5      | Leonardo de Deus  | Brasile     | 1'55"71 | Q    |
| 5    | 2          | 3      | Chad le Clos      | Sudafrica   | 1'55"88 | Q    |
| 6    | 1          | 2      | Federico Burdisso | Italia      | 1'55"92 | Q    |
| 7    | 2          | 5      | Denys Kesil       | Ucraina     | 1'55"95 | Q    |
| 8    | 1          | 3      | Antani Ivanov     | Bulgaria    | 1'56"25 | QSO  |
| 8    | 2          | 7      | Tamás Kenderesi   | Ungheria    | 1'56"25 | QSO  |
| 10   | 2          | 2      | Matthew Temple    | Australia   | 1'56"52 |      |
| 11   | 1          | 1      | Brendan Hyland    | Irlanda     | 1'56"55 |      |
| 12   | 1          | 8      | Maksym Shemberev  | Azerbaigian | 1'56"78 |      |
| 13   | 2          | 1      | Luiz Altamir Melo | Brasile     | 1'57"43 |      |
| 14   | 2          | 8      | Mackenzie Darragh | Canada      | 1'57"89 |      |
| 15   | 2          | 6      | Louis Croenen     | Belgio      | 1'59"12 |      |
| 16   | 1          | 7      | David Morgan      | Australia   | 1'59"57 |      |

#### Spareggio
| Pos. | Corsia | Atleta          | Nazionalità | Tempo   | Note |
| ---- | ------ | --------------- | ----------- | ------- | ---- |
| 1    | 5      | Tamás Kenderesi | Ungheria    | 1'59"39 | Q    |
| 2    | 4      | Antani Ivanov   | Bulgaria    | 1'59"52 |      |

### Finale
| Pos. | Corsia | Atleta            | Nazionalità | Tempo   | Note             |
| ---- | ------ | ----------------- | ----------- | ------- | ---------------- |
|      | 4      | Kristóf Milák     | Ungheria    | 1'50"73 | Record mondiale  |
|      | 3      | Daiya Seto        | Giappone    | 1'53"86 |                  |
|      | 2      | Chad le Clos      | Sudafrica   | 1'54"15 |                  |
| 4    | 7      | Federico Burdisso | Italia      | 1'54"39 | Record nazionale |
| 5    | 1      | Denys Kesil       | Ucraina     | 1'54"79 | Record nazionale |
| 6    | 5      | Zach Harting      | Stati Uniti | 1'55"69 |                  |
| 7    | 6      | Leonardo de Deus  | Brasile     | 1'55"96 |                  |
| 8    | 8      | Tamás Kenderesi   | Ungheria    | 1'57"10 |                  |